# Cataulacus pilosus
Cataulacus pilosus é uma espécie de formiga do gênero Cataulacus, pertencente à subfamília Myrmicinae.